# SPATA33
SPATA33 (англ. Spermatogenesis associated 33) – білок, який кодується однойменним геном, розташованим у людей на 16-й хромосомі. Довжина поліпептидного ланцюга білка становить 139 амінокислот, а молекулярна маса — 15 461.
| 10         |  | 20         |  | 30         |  | 40         |  | 50         |
| ---------- |  | ---------- |  | ---------- |  | ---------- |  | ---------- |
| MVTHAAGART |  | FCEEQKKGST |  | YSVPKSKEKL |  | MEKHSQEARQ |  | ADRESEKPVD |
| SLHPGAGTAK |  | HPPPAASLEE |  | KPDVKQKSSR |  | KKVVVPQIII |  | TRASNETLVS |
| CSSSGSDQQR |  | TIREPEDWGP |  | YRRHRNPSTA |  | DAYNSHLKE  |  |            |

A: Аланін

C: Цистеїн

D: Аспарагінова кислота

E: Глутамінова кислота

F: Фенілаланін

G: Гліцин

H: Гістидин

I: Ізолейцин

K: Лізин

L: Лейцин

M: Метіонін

N: Аспарагін

P: Пролін

Q: Глутамін

R: Аргінін

S: Серин

T: Треонін

V: Валін

W: Триптофан

Кодований геном білок за функцією належить до фосфопротеїнів. 
Задіяний у такому біологічному процесі, як альтернативний сплайсинг. 
Локалізований у цитоплазмі, ядрі.